# 稲城長沼駅

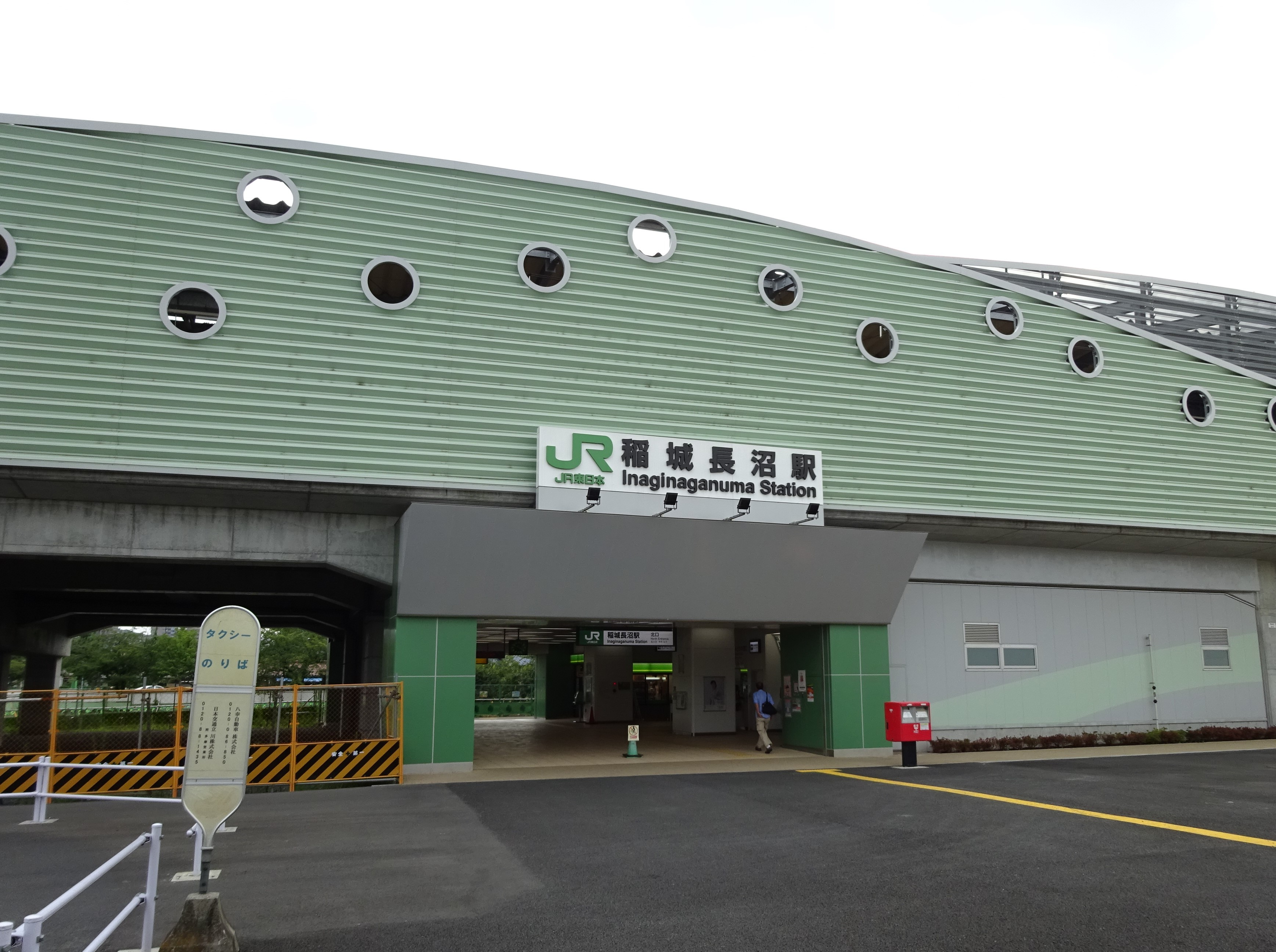
北口（2016年8月）

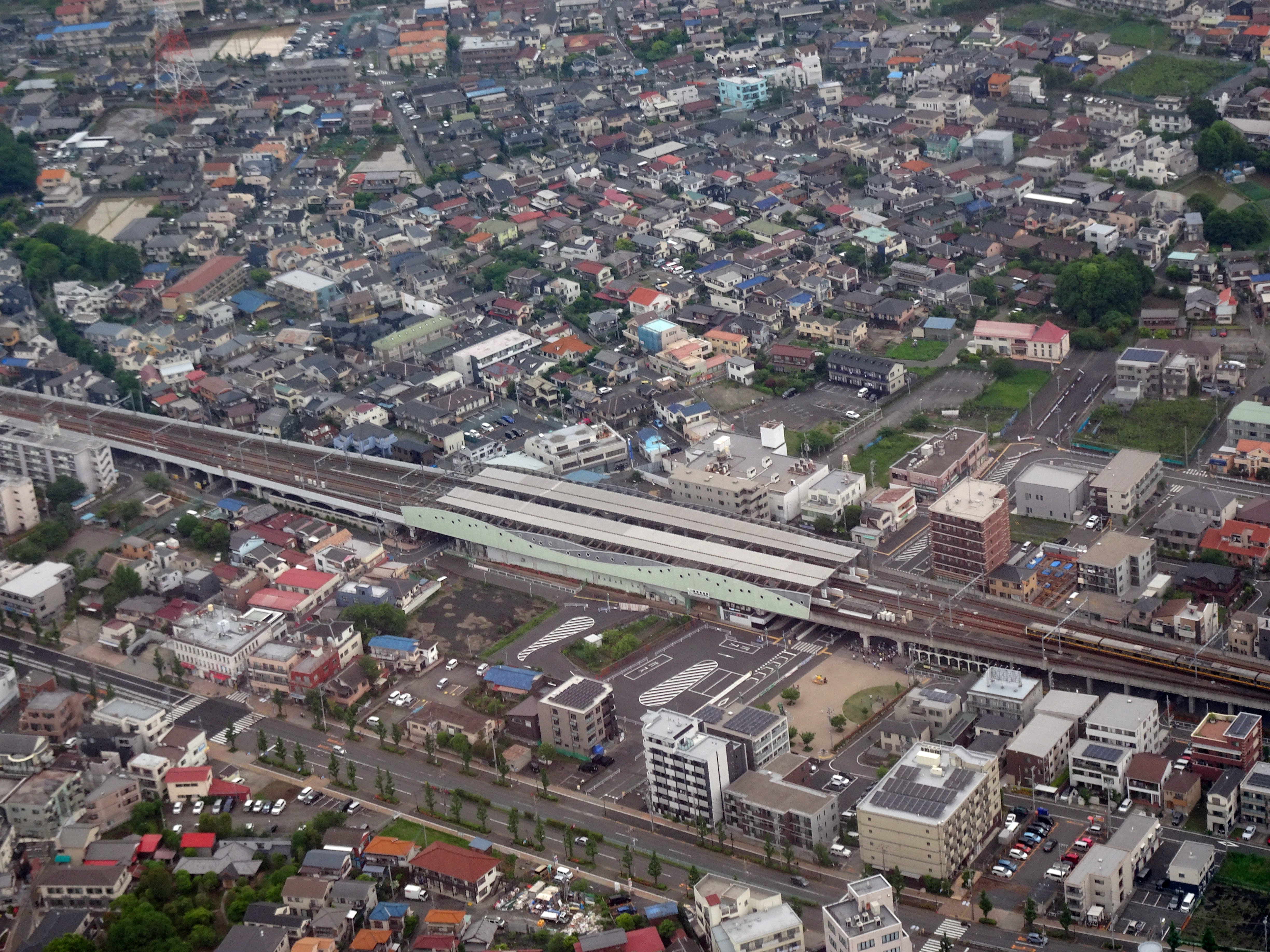
稲城長沼駅を空撮（2025年5月）

稲城長沼駅（いなぎながぬまえき）は、東京都稲城市東長沼字二号にある、東日本旅客鉄道（JR東日本）南武線の駅である。駅番号はJN 18。

## 歴史
- 1927年（昭和2年）11月1日：南武鉄道登戸 - 大丸間開通時に開設[1][2]。
- 1944年（昭和19年）4月1日：南武鉄道が国有化、運輸通信省南武線の駅となる[1][2]。
- 1976年（昭和51年）3月1日：貨物取扱廃止[2]。
- 1985年（昭和60年）3月14日：荷物扱い廃止[2]。
- 1987年（昭和62年）4月1日：国鉄分割民営化に伴い、東日本旅客鉄道（JR東日本）の駅となる[1][2]。
- 1993年（平成5年）9月21日：自動改札機設置、供用開始[4]。
- 2001年（平成13年）11月18日：ICカード「Suica」の利用が可能となる[報道 2]。
- 2011年（平成23年）
  - 4月9日：復活した南武線快速の停車駅となる[5]。当初は3月12日から開始予定だったが、東日本大震災の影響により延期となった[6]。
  - 6月24日：平日の快速運転を休止[報道 3]。
  - 9月12日：平日の快速運転再開。
- 2011年（平成23年）12月24日：下り線高架化[報道 4]。下り列車と当駅始発の川崎行き列車は高架ホームからの発車となる。
- 2013年（平成25年）12月23日：上り線高架化[報道 5][7]。
- 2015年（平成27年）3月1日：1番線使用開始[報道 6]。
- 2021年（令和3年）
  - 2月28日：みどりの窓口の営業を終了[8][3]。
  - 4月1日：業務委託化[報道 1][3]。
- 2024年（令和6年）2月19日：1・4番線ホームでスマートホームドアの使用を開始[9][報道 7]。
- 2025年（令和7年）2月4日：2・3番線ホームでスマートホームドアの使用を開始[報道 8]。

## 駅構造
島式ホーム2面4線を有する高架駅である。駅舎は高架下にある。ラッシュ時を中心に当駅を始発・終着とする列車がある。自動券売機・指定席券売機・自動改札機が設置されている。JR中央線コミュニティデザインが駅業務を受託している立川統括センター管理の業務委託駅（2021年3月31日までは直営駅であり、管理駅として南多摩駅と矢野口駅を管理）。

### のりば
| 番線 | 路線   | 方向 | 行先                     | 備考            |
| ---- | ------ | ---- | ------------------------ | --------------- |
| 1・2 | 南武線 | 上り | 登戸・武蔵小杉・川崎方面 | 一部列車は3番線 |
| 3・4 | 南武線 | 下り | 府中本町・立川方面       |                 |

（出典：JR東日本:駅構内図）
- 1・2番線と3・4番線がそれぞれ島式の高架ホームである。
- 1・4番線が主本線で2・3番線が副本線（待避線）である。
- 2017年（平成29年）3月4日ダイヤ改正より、下りの一部各停が快速と接続をする。また、2015年3月14日から2017年3月3日まで、上りの一部各停が快速と接続をしていた。
- 2015年（平成27年）3月13日まで運行していた日中の当駅発着各停は3番線に発着し、快速と接続をしていた。翌14日から朝夕の当駅発着の各駅停車は一部を除いて2番線に発着するようになった。
- 2015年3月14日時点で、当駅始発川崎行のうち3番線から発車するものは、5時台と平日20 - 22時台、休日19時台後半 - 22時台である。5時台始発川崎行は、当駅にて夜間停泊を行ったものを運用する。6月1日から3番線使用は毎日早朝5時台の当駅始発1本のみとなった。但し、折返し回送列車になるものは、3番線に到着するものもある。また、ダイヤ乱れの際、先行立川行に接続を取る場合は、2番線発着の列車が3番線発着になる場合がある。2017年3月4日から、立川方面行で3番線を使用する列車が日中を中心に設定された[報道 9]。
- ホーム上の3番線の電光表示板等に記載されている方面案内は、2015年3月14日時点では黒いシールで塞がれ何も記載されていなかったが、2017年3月4日改正に伴いシールが剥がされ、立川方面ホームとして扱われるようになった。[要出典]

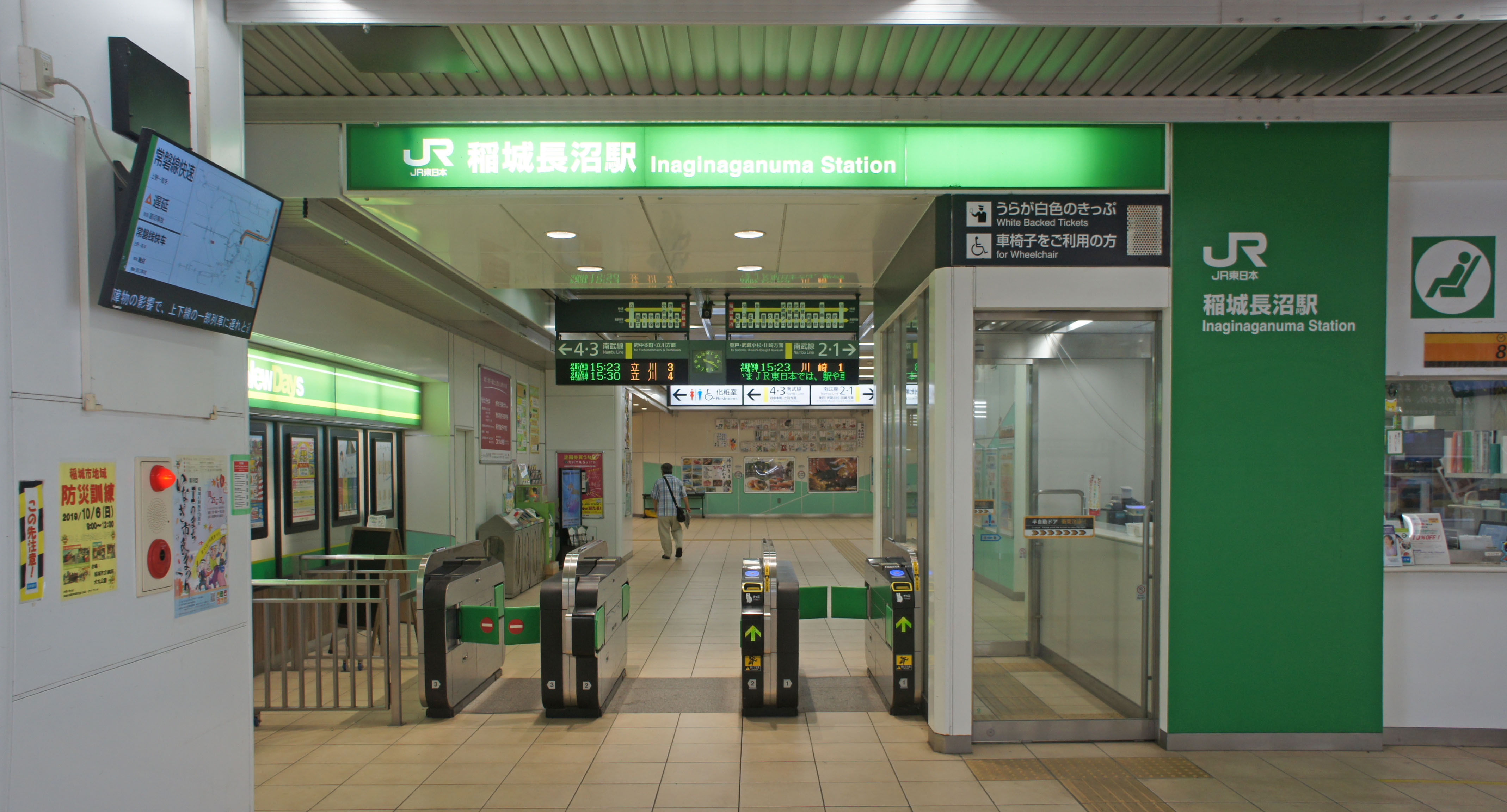
改札口（2019年9月）
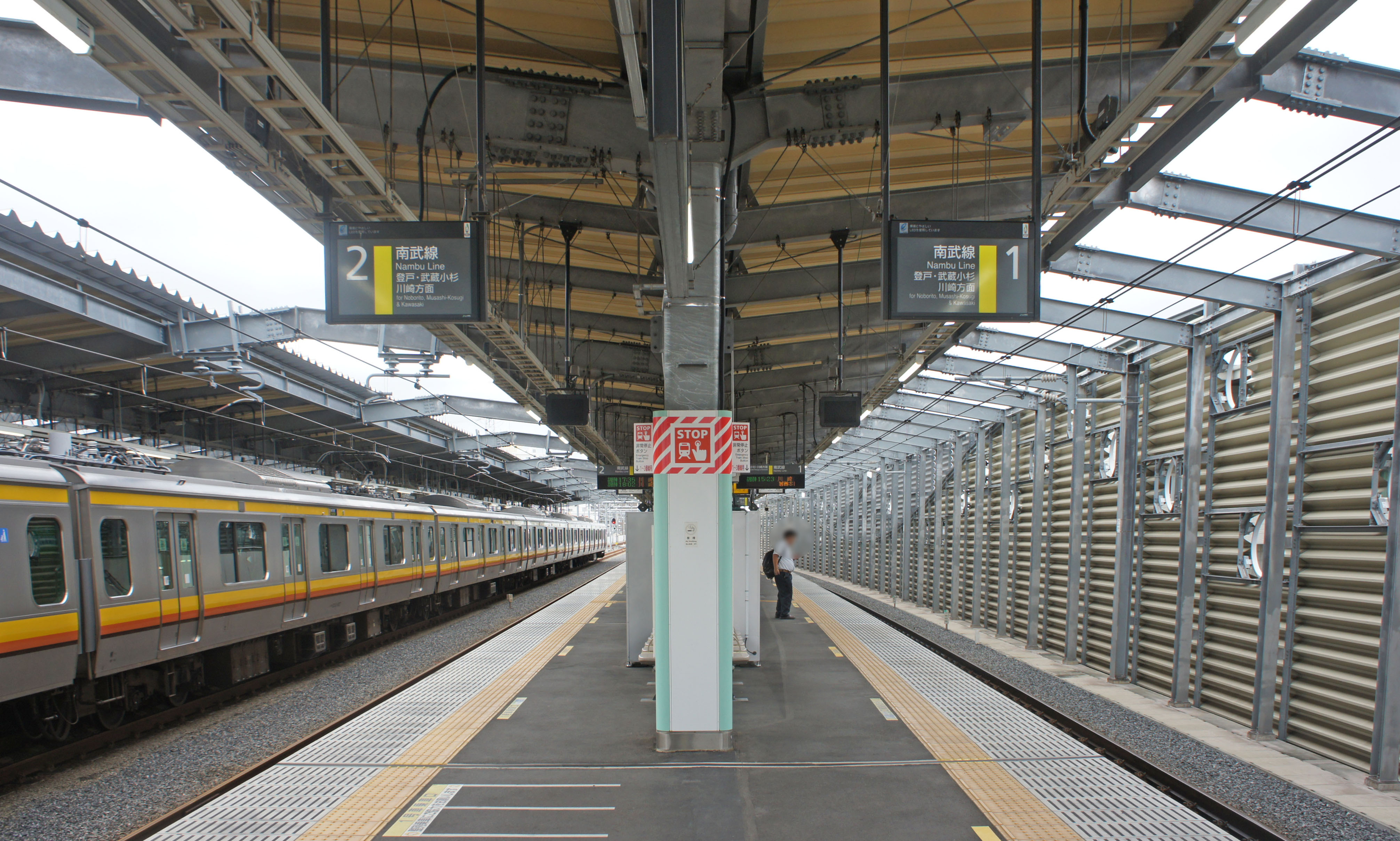
1・2番線ホーム（2019年9月）
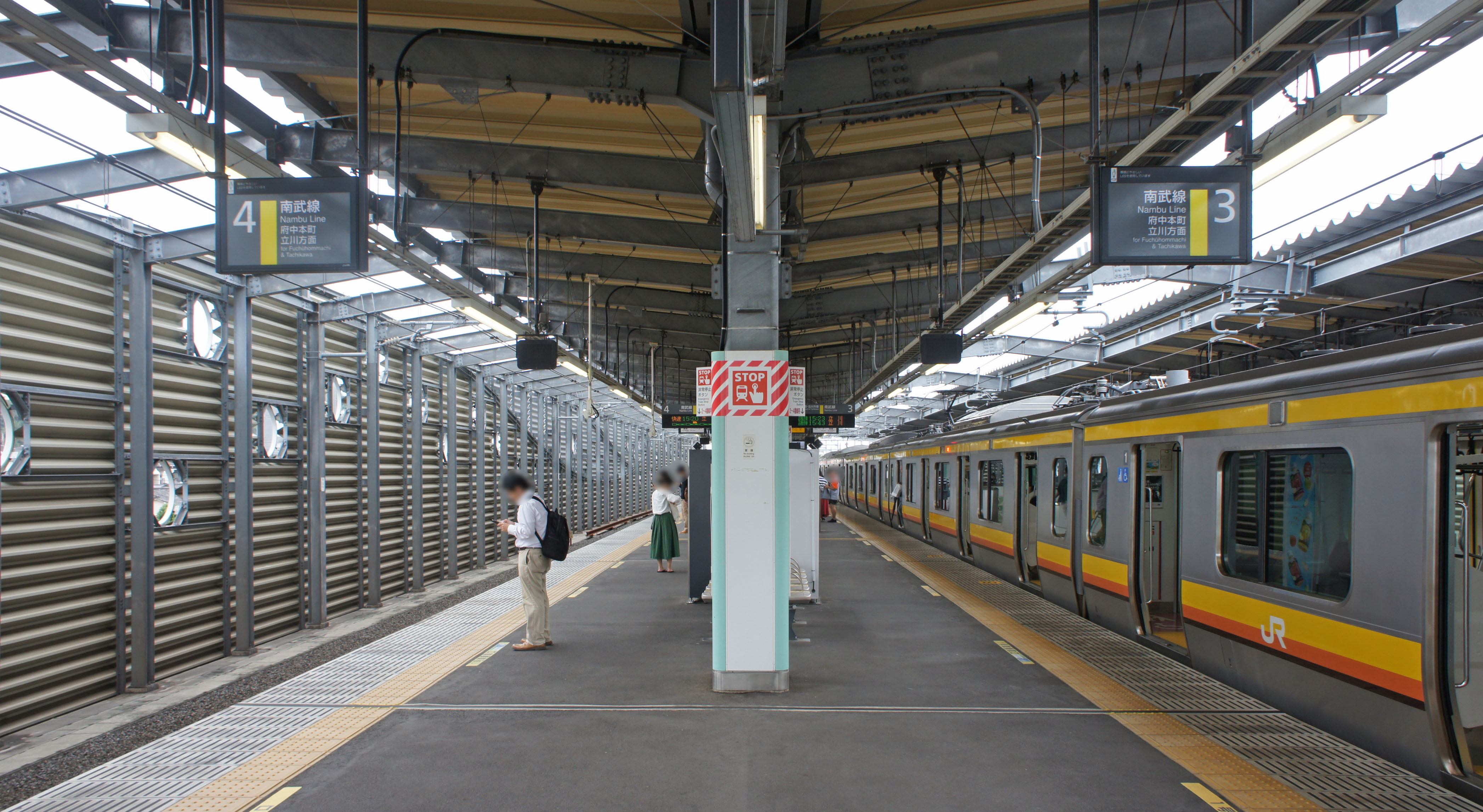
3・4番線ホーム（2019年9月）

### 高架化前と高架工事中の変遷

高架化工事の様子
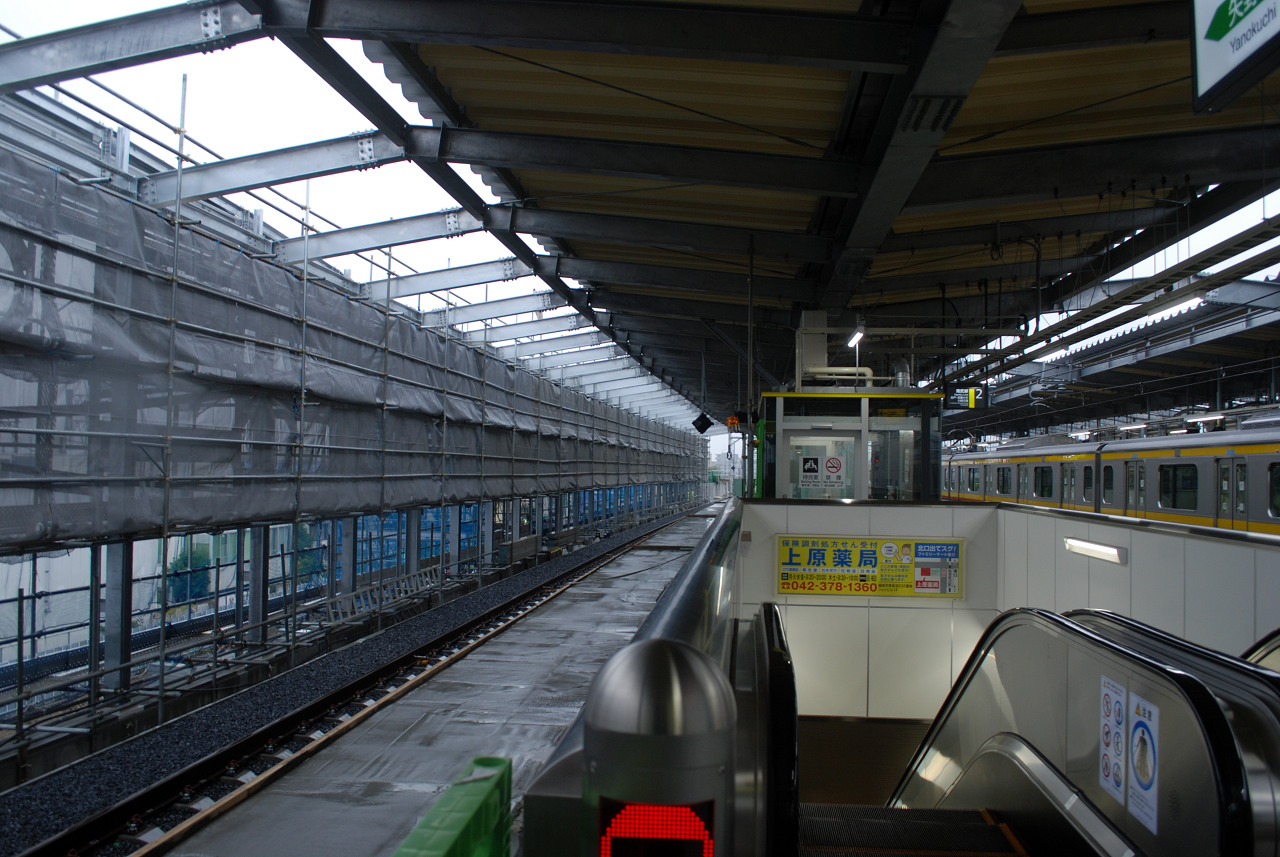
建設中の新1番線ホーム
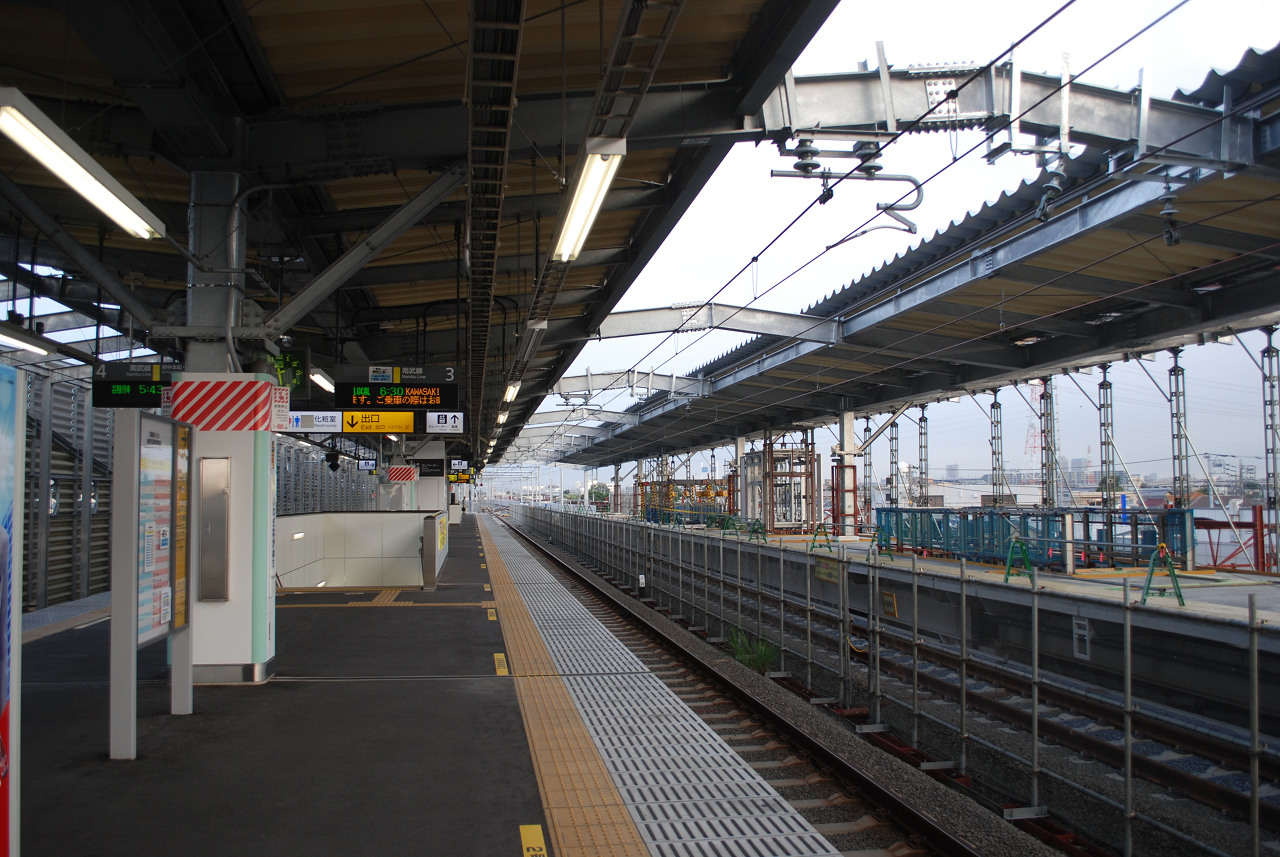
新4・3番線ホーム
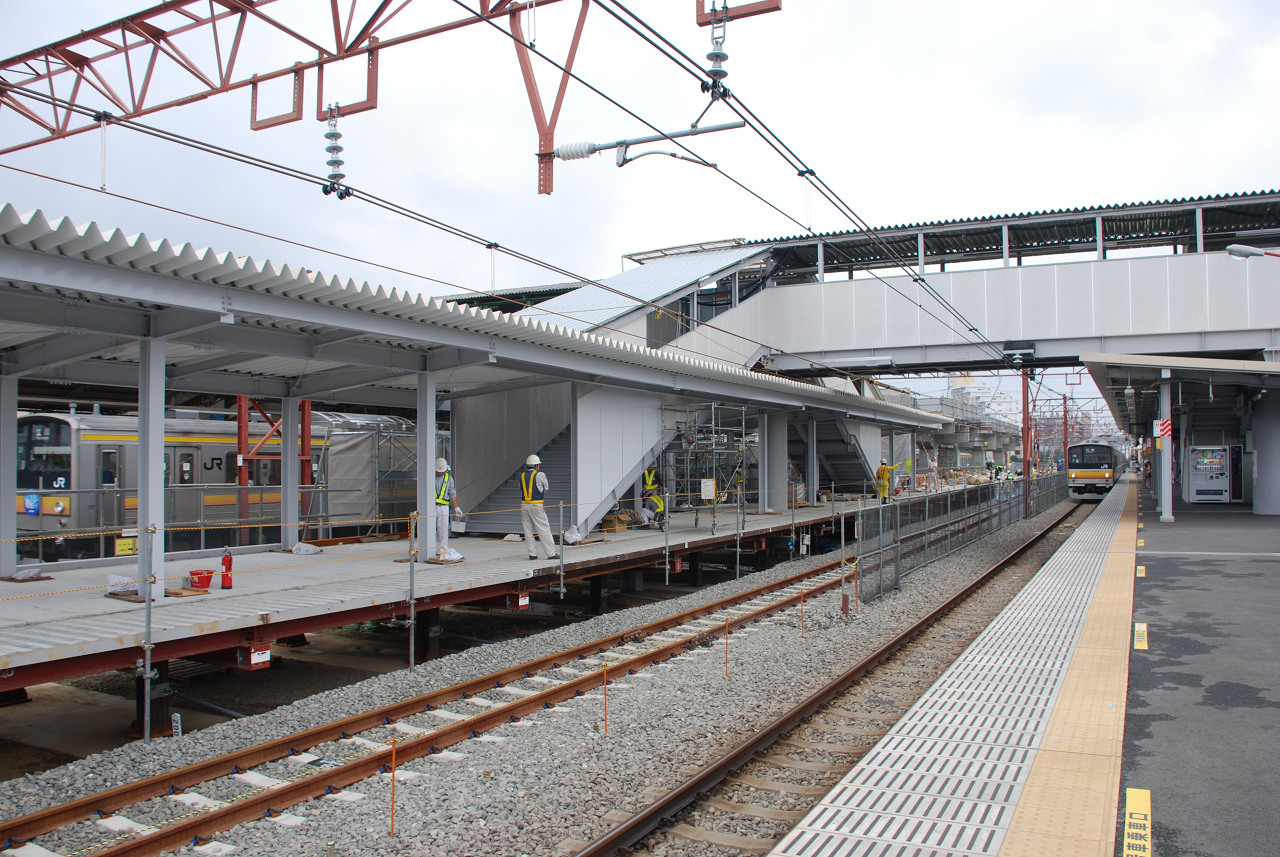
仮2番線ホーム建設中

矢野口駅から南多摩駅までの高架化工事が行われる前は地上駅で、単式ホーム・島式ホーム混合2面3線を有し、単式ホーム側に小さな木造駅舎があった。互いのホームは跨線橋で連絡していた。また、立川方に電車留置線（電留線）があり、昼間および夜間に車両が留置されていた。2008年（平成20年）3月14日までは当駅折返し列車は3番線から発車していたが、一度電留線に引上げた後、他上り電車同様1番線から出発するようになった。
高架化工事の一環として、2008年（平成20年）6月29日から1番線、2009年（平成21年）10月4日から2番線が駅舎寄り（北側）の仮線に切替わり、3番線は完全に使用が停止された。
2011年（平成23年）12月24日に下り線が高架化した。これにより、下り線は高架線に切り替わり、同時に当駅始発の列車は高架線の3番線から出発するようになった。高架化に伴い、2番線と電留線使用は停止となった。
2013年（平成25年）12月23日に上り線が高架化された。
2015年（平成27年）3月1日に1番線使用が開始された。

旧駅舎
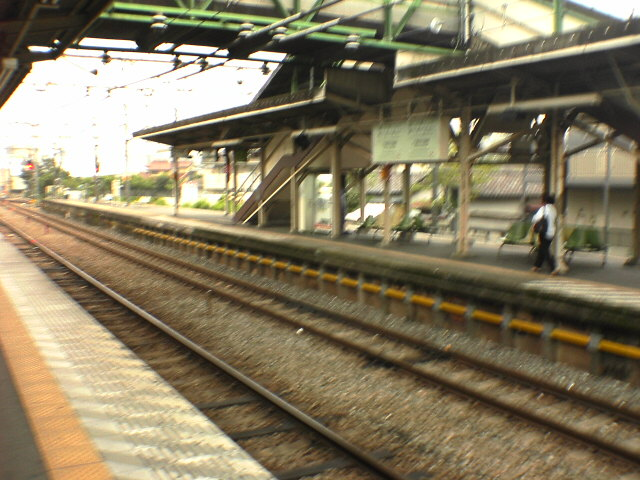
ホーム（高架化工事前） （2005年6月）
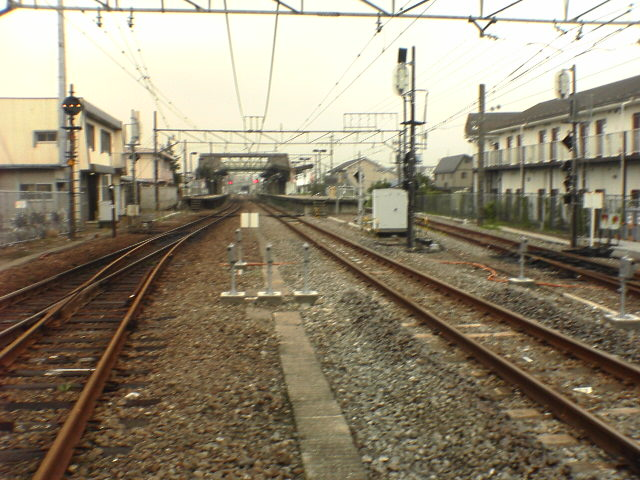
駅全体（高架化工事前） （2005年6月）
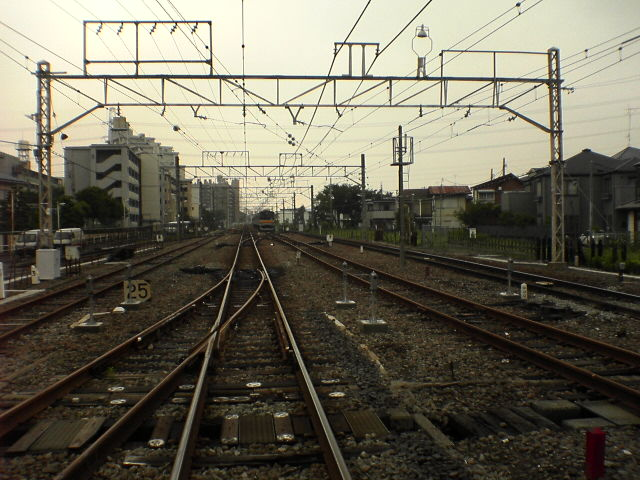
構内から立川方面を望む（高架化工事前） （2005年6月）
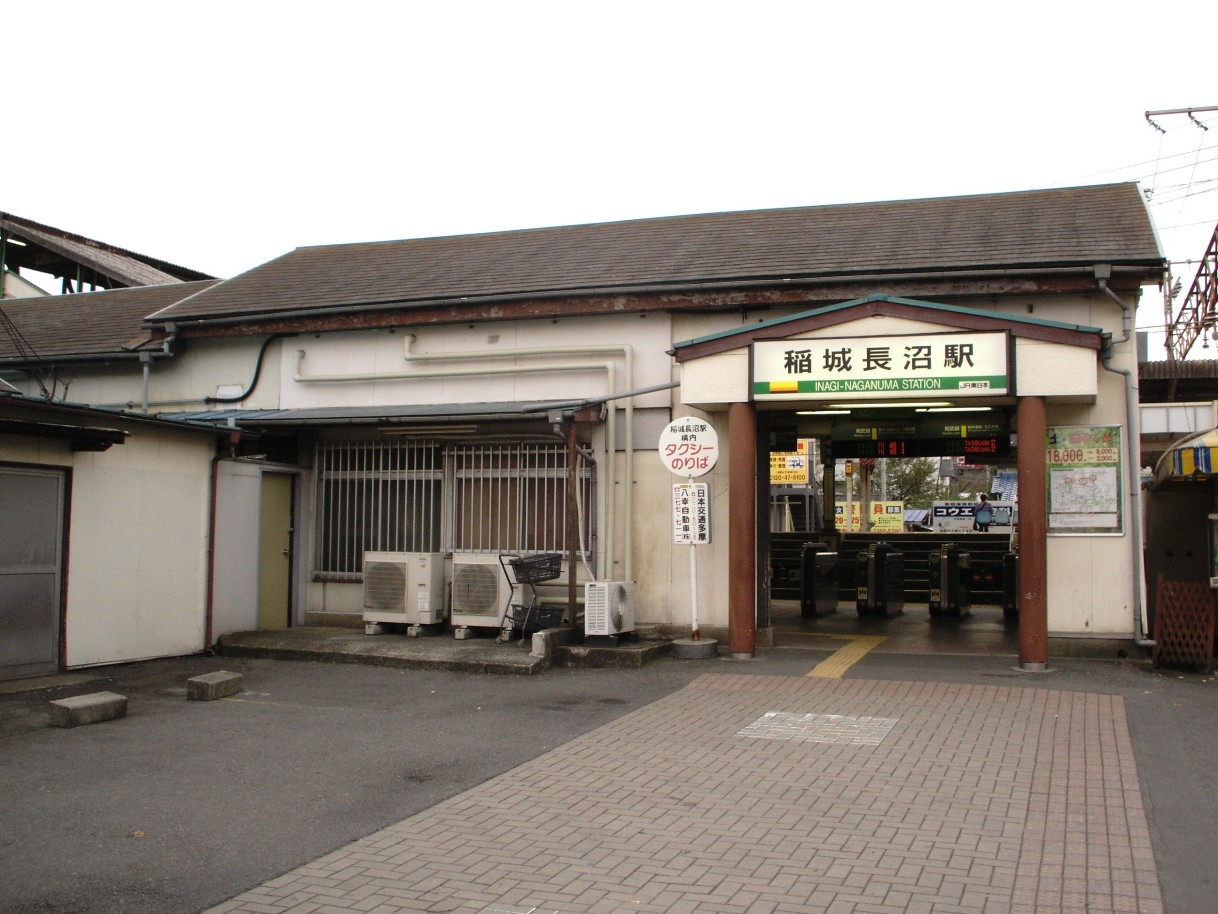
かつての駅舎（2006年9月）
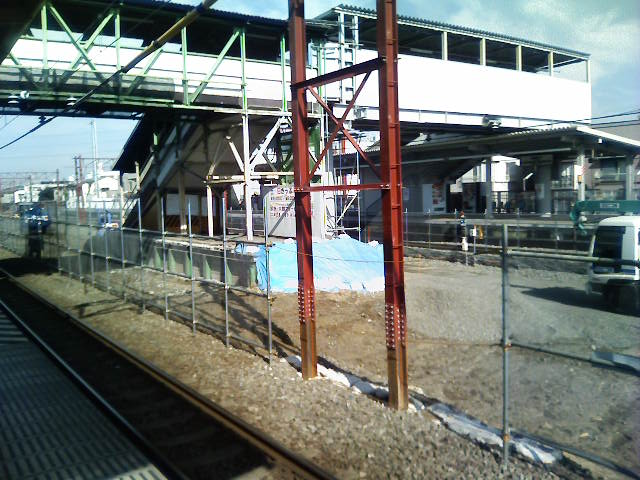
ホーム（高架化工事中）

- 高架化工事の様子
- 建設中の新1番線ホーム
- 新4・3番線ホーム
- 仮2番線ホーム建設中

## 利用状況
2023年度（令和5年度）の1日平均乗車人員は7,586人である。当駅止まりの電車もあるが、南武線快速停車駅の中では最も少なく、同じ稲城市内の駅で快速通過駅の矢野口駅よりも利用客が少ない。また、南武線の本線26駅では、津田山駅・南多摩駅に次いで3番目に少ない。
1990年度（平成2年度）以降の1日平均乗車人員の推移は以下の通り。
| 年度               | 1日平均 乗車人員 | 出典     |
| ------------------ | ---------------- | -------- |
| 1990年（平成02年） | 7,027            | [ * 1 ]  |
| 1991年（平成03年） | 7,342            | [ * 2 ]  |
| 1992年（平成04年） | 7,529            | [ * 3 ]  |
| 1993年（平成05年） | 7,767            | [ * 4 ]  |
| 1994年（平成06年） | 7,685            | [ * 5 ]  |
| 1995年（平成07年） | 7,516            | [ * 6 ]  |
| 1996年（平成08年） | 7,441            | [ * 7 ]  |
| 1997年（平成09年） | 7,273            | [ * 8 ]  |
| 1998年（平成10年） | 7,208            | [ * 9 ]  |
| 1999年（平成11年） | 7,120            | [ * 10 ] |
| 2000年（平成12年） | 7,068            | [ * 11 ] |
| 2001年（平成13年） | 7,008            | [ * 12 ] |
| 2002年（平成14年） | 6,926            | [ * 13 ] |
| 2003年（平成15年） | 6,889            | [ * 14 ] |
| 2004年（平成16年） | 6,859            | [ * 15 ] |
| 2005年（平成17年） | 6,799            | [ * 16 ] |
| 2006年（平成18年） | 6,689            | [ * 17 ] |
| 2007年（平成19年） | 6,671            | [ * 18 ] |
| 2008年（平成20年） | 6,598            | [ * 19 ] |
| 2009年（平成21年） | 6,557            | [ * 20 ] |
| 2010年（平成22年） | 6,584            | [ * 21 ] |
| 2011年（平成23年） | 6,577            | [ * 22 ] |
| 2012年（平成24年） | 6,652            | [ * 23 ] |
| 2013年（平成25年） | 6,733            | [ * 24 ] |
| 2014年（平成26年） | 6,890            | [ * 25 ] |
| 2015年（平成27年） | 7,096            | [ * 26 ] |
| 2016年（平成28年） | 7,316            | [ * 27 ] |
| 2017年（平成29年） | 7,431            | [ * 28 ] |
| 2018年（平成30年） | 8,090            | [ * 29 ] |
| 2019年（令和元年） | 8,242            | [ * 30 ] |
| 2020年（令和02年） | 6,136            |          |
| 2021年（令和03年） | 6,577            |          |
| 2022年（令和04年） | 7,230            |          |
| 2023年（令和05年） | 7,586            |          |

## 駅周辺
駅前から稲城商店街（ペアリーロード）が始まっている。駅前から北に伸びる道は30m程で旧川崎街道に突当たり、稲城商店街は左に曲がって旧川崎街道に沿う形となる。稲城商店街は次の交差点でさらに左に曲がり、青渭（あおい）通り（一方通行）に沿って南南西の方角に300m続いている。途中、南武線及び川崎街道と交差している。
稲城市の古くからの市街地の中にあり、また市役所へは市役所通りを通って約2km程離れているが、JTB時刻表では稲城市の代表駅とされている。但し、稲城市役所に一番近い駅は、当駅から南に1km程の場所にある京王相模原線稲城駅である。
駅前に2台ほどが停車可能なタクシー乗場がある。
連続立体高架化工事の完成に合わせて稲城市施行の土地区画整理事業も行われる。
駅南口前にあるいなぎペアパークには、アニメ『装甲騎兵ボトムズ』のスコープドッグ実物大モニュメントが設置されている。このモニュメントの制作費は、東京都からの補助と地元稲城市出身で『ボトムズ』のメカニカルデザイナーである大河原邦男からの一部寄付によって賄われた。
高架下
- いなぎ発信基地ペアテラス（観光案内所。ガンダムモニュメントが置かれている）
- くらす広場（ペアテラスに隣接。イベントや各種教室を実施する「くらすクラス」プロジェクトの拠点[報道 10]）

公共施設・名所
- 稲城市立稲城第三小学校
- 稲城第四文化センター
- 青渭神社
- いなぎペアパーク（テレビアニメ『装甲騎兵ボトムズ』に登場するロボットのスコープドッグの原寸大モニュメントが設置されている。）

金融機関・郵便局
- きらぼし銀行 稲城支店
- みずほ銀行 稲城中央支店（2021年7月に窓口停止）
- さわやか信用金庫 稲城支店
- 稲城長沼郵便局

商業施設・店舗
- グルメシティ（旧・忠実屋）稲城店
- 関東マツダ 稲城店
- イオンタウン 稲城長沼
- イオンフードスタイル稲城長沼店

## バス路線
最寄り停留所はiバスの「稲城長沼駅」停留所となる。また、川崎街道沿いに京王バスの「稲城長沼駅」停留所及びiバスの「稲城長沼駅入口」停留所も存在する。
稲城長沼駅（iバス）
2014年10月1日より南口の仮設ロータリーに設置された。駅周辺の区画整理のため仮設となっている。2024年3月16日に「稲城長沼駅前」から名称変更された。以下の路線を小田急バスが運行する。
- Dコース：稲城市立病院 循環

稲城長沼駅（京王バス）・稲城長沼駅入口（iバス）
川崎街道上にあり、2024年3月16日にiバスが「稲城長沼駅」から現名称に変更した為、事業者によって停留所名称が異なるものの、両方向とも同一位置に設置される。
- 京王バス
  - 調21：稲城市立病院行 / 調布駅南口行

- iバス
  - Dコース：稲城市立病院 循環
  - Eコース：南多摩駅 循環

この他、北へ徒歩約5分の所にある稲城市コミュニティバス「iバス」の第四文化センター入口バス停からは、Aコース（稲城市立病院 循環）とEコース（矢野口駅 循環）が利用可能。
また、2020年3月から2024年3月までは、駅前の稲城長沼駅臨時停留所より、7月の旧盆・8月のお盆・春秋の彼岸のシーズンに合わせ京王バスによりメ01系統が運行されていた。

## 隣の駅
東日本旅客鉄道（JR東日本）
 南武線
■快速
稲田堤駅 (JN 16) - 稲城長沼駅 (JN 18) - 府中本町駅 (JN 20)
■各駅停車
矢野口駅 (JN 17) - 稲城長沼駅 (JN 18) - 南多摩駅 (JN 19)

### 記事本文

##### 報道発表資料
1. 1 2 3  『沿線くらしづくり構想の推進について』（PDF）（プレスリリース）JR中央ラインモール／JR東京西駅ビル開発、2020年12月8日。オリジナルの2020年12月27日時点におけるアーカイブ。2020年12月27日閲覧。
2. ↑  “Suicaご利用可能エリアマップ（2001年11月18日当初）” (PDF).   東日本旅客鉄道. 2019年7月27日時点のオリジナルよりアーカイブ。2020年4月29日閲覧。
3. ↑  『夏の特別ダイヤについて』（PDF）（プレスリリース）東日本旅客鉄道、2011年6月16日。オリジナルの2018年6月30日時点におけるアーカイブ。2020年4月29日閲覧。
4. 1 2  『南武線高架化工事に伴う列車の運休について』（PDF）（プレスリリース）東日本旅客鉄道八王子支社、2011年10月13日。オリジナルの2016年3月4日時点におけるアーカイブ。2020年4月29日閲覧。
5. 1 2  『南武線高架化工事に伴う列車の運休等について』（PDF）（プレスリリース）東日本旅客鉄道八王子支社、2013年10月18日。オリジナルの2013年10月18日時点におけるアーカイブ。2020年4月29日閲覧。
6. 1 2  『南武線 稲城長沼駅1番線ホームの使用を開始します』（PDF）（プレスリリース）東日本旅客鉄道八王子支社、2014年12月19日。オリジナルの2018年6月30日時点におけるアーカイブ。2020年4月29日閲覧。
7. ↑  『バリアフリー設備に関する整備を推進します』（PDF）（プレスリリース）東日本旅客鉄道、2023年7月21日。オリジナルの2023年7月21日時点におけるアーカイブ。2023年7月21日閲覧。
8. ↑  『2024年度のホームドア整備駅の追加について』（PDF）（プレスリリース）東日本旅客鉄道、2024年8月20日。オリジナルの2024年8月20日時点におけるアーカイブ。2024年8月20日閲覧。
9. ↑  『（多摩版）2017年3月ダイヤ改正について』（PDF）（プレスリリース）東日本旅客鉄道八王子支社、2016年12月16日。オリジナルの2019年10月14日時点におけるアーカイブ。2020年11月11日閲覧。
10. ↑  『2016年4月23日、「くらすクラス」を開校します!』（PDF）（プレスリリース）東日本旅客鉄道八王子支社、2016年3月10日。オリジナルの2017年11月7日時点におけるアーカイブ。2020年11月11日閲覧。

##### 新聞記事
1. ↑  “稲城に「実物大ロボ」 アニメ「ボトムズ」”. 読売新聞. (2020年3月17日).  オリジナルの2020年8月23日時点におけるアーカイブ。 2020年8月23日閲覧。

### 利用状況
1. ↑  東京都統計年鑑 - 東京都
2. ↑  統計いなぎ - 稲城市

JR東日本の2000年度以降の乗車人員
1. ↑  各駅の乗車人員（2000年度） - JR東日本
2. ↑  各駅の乗車人員（2001年度） - JR東日本
3. ↑  各駅の乗車人員（2002年度） - JR東日本
4. ↑  各駅の乗車人員（2003年度） - JR東日本
5. ↑  各駅の乗車人員（2004年度） - JR東日本
6. ↑  各駅の乗車人員（2005年度） - JR東日本
7. ↑  各駅の乗車人員（2006年度） - JR東日本
8. ↑  各駅の乗車人員（2007年度） - JR東日本
9. ↑  各駅の乗車人員（2008年度） - JR東日本
10. ↑  各駅の乗車人員（2009年度） - JR東日本
11. ↑  各駅の乗車人員（2010年度） - JR東日本
12. ↑  各駅の乗車人員（2011年度） - JR東日本
13. ↑  各駅の乗車人員（2012年度） - JR東日本
14. ↑  各駅の乗車人員（2013年度） - JR東日本
15. ↑  各駅の乗車人員（2014年度） - JR東日本
16. ↑  各駅の乗車人員（2015年度） - JR東日本
17. ↑  各駅の乗車人員（2016年度） - JR東日本
18. ↑  各駅の乗車人員（2017年度） - JR東日本
19. ↑  各駅の乗車人員（2018年度） - JR東日本
20. ↑  各駅の乗車人員（2019年度） - JR東日本
21. ↑  各駅の乗車人員（2020年度） - JR東日本
22. ↑  各駅の乗車人員（2021年度） - JR東日本
23. ↑  各駅の乗車人員（2022年度） - JR東日本
24. ↑  各駅の乗車人員（2023年度） - JR東日本

東京都統計年鑑
1. ↑  東京都統計年鑑（平成2年）
2. ↑  東京都統計年鑑（平成3年）
3. ↑  東京都統計年鑑（平成4年）
4. ↑  東京都統計年鑑（平成5年）
5. ↑  東京都統計年鑑（平成6年）
6. ↑  東京都統計年鑑（平成7年）
7. ↑  東京都統計年鑑（平成8年）
8. ↑  東京都統計年鑑（平成9年）
9. ↑  東京都統計年鑑（平成10年） (PDF)
10. ↑  東京都統計年鑑（平成11年） (PDF)
11. ↑  東京都統計年鑑（平成12年）
12. ↑  東京都統計年鑑（平成13年）
13. ↑  東京都統計年鑑（平成14年）
14. ↑  東京都統計年鑑（平成15年）
15. ↑  東京都統計年鑑（平成16年）
16. ↑  東京都統計年鑑（平成17年）
17. ↑  東京都統計年鑑（平成18年）
18. ↑  東京都統計年鑑（平成19年）
19. ↑  東京都統計年鑑（平成20年）
20. ↑  東京都統計年鑑（平成21年）
21. ↑  東京都統計年鑑（平成22年）
22. ↑  東京都統計年鑑（平成23年）
23. ↑  東京都統計年鑑（平成24年）
24. ↑  東京都統計年鑑（平成25年）
25. ↑  東京都統計年鑑（平成26年）
26. ↑  東京都統計年鑑（平成27年）
27. ↑  東京都統計年鑑（平成28年）
28. ↑  東京都統計年鑑（平成29年）
29. ↑  東京都統計年鑑（平成30年）
30. ↑  東京都統計年鑑（平成31年・令和元年）